# Antonio Floro Flores
Antonio Floro Flores (* 18. Juni 1983 in Neapel) ist ein ehemaliger italienischer Fußballspieler und aktueller -trainer.

## Karriere

### Verein
Floro Flores begann seine Profikarriere im Jahr 2000 bei seinem Heimatclub, dem SSC Neapel. Am 28. Januar 2001 gab er sein Debüt in der Serie A beim Spiel gegen den AS Rom. Nachdem er 2004 für sechs Monate an Sampdoria Genua ausgeliehen war, wechselte er zum AC Perugia. Für Perugia gelangen Floro Flores in 27 Spielen acht Treffer in der Serie B. Nach dieser Spielzeit wurde der AC Perugia aus finanziellen Gründen aufgelöst und als Perugia Calcio in die Serie C versetzt. Daraufhin wechselte Antonio Floro Flores im Sommer 2005 zum AC Arezzo, wo er in zwei Spielzeiten in der zweiten italienischen Liga 28 Tore erzielen konnte. Nach dem Abstieg des AC Arezzo unterschrieb er bei Udinese Calcio, wo er seit 2007 in der Serie A spielt. In der Saison 2008/09 erreichte er mit seinem Team die Gruppenphase des UEFA-Pokals.
Nach Leihstationen beim CFC Genua und dem FC Granada wechselte Floro Flores im Januar 2013 fest zum CFC Genua. Bereits im September 2013 wurde er an die US Sassuolo Calcio verliehen, die ihn zum 1. Juli 2014 fest verpflichtete. Zur Rückrunde der Saison 2015/16 wurde er an Chievo Verona verliehen, die ihn wiederum im Juli 2016 fest verpflichtete. Nach zwölf Partien ohne Tor in der Hinrunde der Spielzeit 2016/17 wurde er im Januar 2017 an den FC Bari 1908 verliehen, wo er bis Sommer 2018 spielte. Danach war er zunächst vereinslos und wechselte dann im Januar 2020 zum Casertana FC in der Serie C, wo er bis zum Ende der Saison blieb und dann seine Karriere beendete.

### Nationalmannschaft
Antonio Floro Flores spielte seit der U-17 für alle Jugendnationalmannschaften Italiens. Zwischen 2002 und 2004 bestritt er vier Spiele für die U-21. Zu einem Einsatz in der italienischen A-Nationalmannschaft kam es bisher noch nicht.

### Trainer
Nach dem Ende der Spielerkarriere war Flores zunächst Leiter der Nachwuchsabteilung bei seinem letzten Verein Casertana. Aktuell ist er in der Serie D Trainer von US Angri Calcio 1927.